# Cella Stella
 (mai 2023).
Cella Stella, née en Côte d'Ivoire, est une auteure-compositrice-interprète béninoise de Makossa.

## Biographie
Cella Stella naît en Côte d'Ivoire de parents béninois. Elle commence la musique à 17 ans, où elle remporte son premier succès lors d’un mini festival des écoles organisé par le Centre Culturel Français. En 1973, elle intègre le groupe Black Santiago où elle s'initie aux accents highlife, soukouss et R&B,. L'année suivante, elle commence sa carrière solo avec un album intitulé "Jale" composé par le poète camérounais Eboa Lotin; liée d'amitié avec la chanteuse Myriam Makeba lors d'un spectacle à Cotonou, elles décident de faire une tournée commune sur le Libéria et le Togo. Elle en revient en 1979 et fait la connaissance du chanteur Ekambi Brillant dont elle tombe amoureuse, de leur liaison naît un enfant et beaucoup d'albums, c'est d'ailleurs lui qui écrit par la suite toute ses chansons en Douala. Parmi ses albums les plus connus figurent notamment "Mumi We Njo"(les hommes sont fous) en 1986 qui lui vaut la participation au Festival de Louisiane en compagnie de la guyanaise Sylviane Cédia et du français Francis Cabrel. En 2000, elle enchaîne avec "Tradi Emotion" où elle affirme son retour aux sources de la musique béninoise parlant d’amour et de nostalgie. L’artiste s’est entourée pour l’occasion d’artistes dont Guy Nsangué, Étienne Mbappé, Noël Assolo, Willy N’for, Charles Ewandje et Barbara Akabla,. Installée en France, elle poursuit une carrière jalonnée par des concerts en Europe et sur le continent,,.

## Discographie
- 1974: Jale[3]
- 1986: Mumi We Njo[4]
- 2000: Tradi Emotion[4]

### Singles
Cella Stella a à son actif une cinquantaine de singles, :
- 2000: Nyoue
- 2000: Chéri Gbomayi
- 2000: Monjuba
- 2000: Makambo ya nostalgie
- 2000: Mbo’a Ngo
- 2013 : Latane oa na mba
- 2013 : Mambo na mambo
- 2013 : Mari officiel
- 2013 : Sokem
- 2013 : Ebola ndutu
- 2013 : Wellissane